# ホセ・アルナイス
ホセ・マヌエル・アルナイス・ディアス（José Manuel Arnaiz Díaz、1995年4月15日 - ）は、スペイン・カスティーリャ＝ラ・マンチャ州タラベラ・デ・ラ・レイナ出身のサッカー選手。CAオサスナ所属。ポジションはFW、MF。

## 経歴
カスティーリャ＝ラ・マンチャ州のタラベラ・デ・ラ・レイナに生まれ、2012-13シーズンにアマチュアクラブのUDタラベラでキャリアをスタートさせた。
2013年5月、レアル・バリャドリードの下部組織へ移籍し、2014-15シーズンからBチームへ昇格した。2016年6月8日、クラブとの契約を2019年まで延長すると同時にトップチーム昇格が決定した。2016年8月21日、レアル・オビエドとのリーグ戦でプロ初ゴールを挙げ、1-0での勝利に貢献した。
2017年8月25日、FCバルセロナへの移籍が発表され、3年契約結んでBチームへ登録されることとなった。同年10月24日、コパ・デル・レイのベスト32レアル・ムルシア戦でトップチームデビューを果たすと、この2017-18シーズンはトップチーム公式戦通算5試合に出場して3得点を挙げた。
2018年8月13日、5年契約でCDレガネスへ移籍した。
2020年1月29日、2019-20シーズン終了時までCAオサスナへレンタル移籍をした。
2023年6月13日、古巣オサスナへ移籍し、2年契約を結んだ。

## タイトル
FCバルセロナ
- ラ・リーガ : 1回 (2017-18)
- コパ・デル・レイ : 1回 (2017-18)